# Stenocyathidae
Stenocyathidae Stolarski, 2000 è una famiglia di madrepore della sottoclasse degli Esacoralli

## Descrizione
La famiglia comprende madrepore solitarie, libere o ancorate al substrato.

## Biologia
Le specie di questa famiglia sono azooxantellate, cioè prive di zooxantelle simbionti.

## Tassonomia
La famiglia comprende i seguenti generi:
- Pedicellocyathus Cairns, 1995
- Stenocyathus Pourtalès, 1871
- Truncatoguynia Cairns, 1989

### Alcune specie

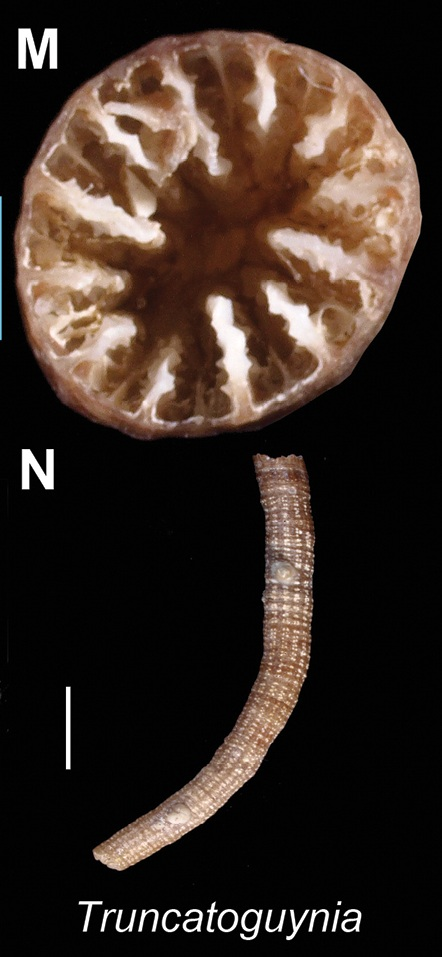
Truncatoguynia irregularis
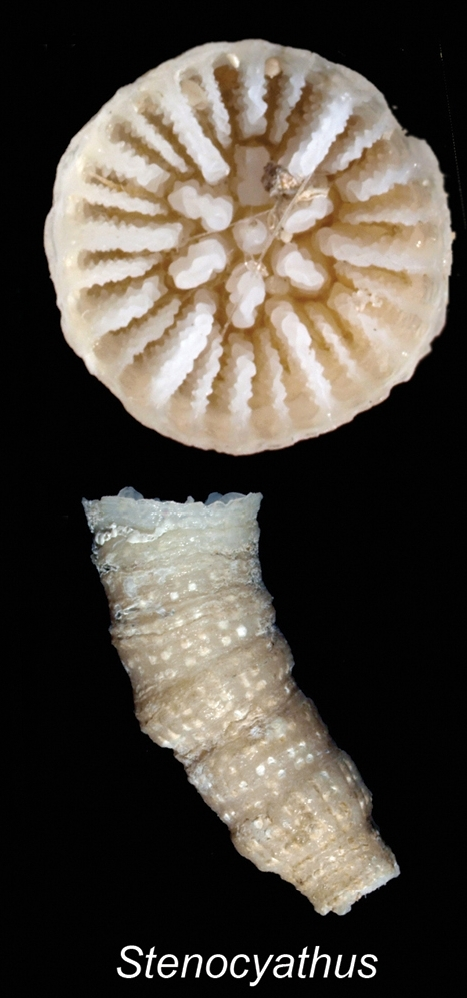
Stenocyathus vermiformis